# Madrasta (parentesco)
Uma madrasta é uma mulher casada com alguém já com filhos, em relação aos filhos dessa pessoa. Os filhos, em relação à madrasta, são denominados enteados.

## Cultura
Madrastas podem enfrentar alguns desafios sociais devido ao estigma em torno do personagem "madrasta má", que pode ter um impacto negativo na autoestima das madrastas.

## Ficção
Na ficção, as madrastas são frequentemente retratadas como perversas e más. A personagem "madrasta má" surge principalmente em contos de fadas.
Nestes, enteadas são as suas vítimas mais comuns (Cinderela, Branca de Neve), seguidas do par enteada/enteado (Hansel e Gretel), mas também enteados por si só (A Árvore de Zimbro, conto alemão;  ou Leste do Sol e Oeste da Lua, norueguês - neste último, por o enteado se recusar a casar com a filha da madrasta). Excecionalmente, no conto romeno Os Meninos com as Estrelas Douradas, a vítima da madrasta é a esposa do seu enteado. 
Nalguns contos de fadas, como La Gatta Cennerentola de Giambattista Basile ou o conto dinamarquês O Cavaleiro Verde, a madrasta alcança o casamento conquistando as boas graças da enteada, tornando-se cruel assim que o oficializa.
Madrastas malvadas não são temas exclusivos da literatura ocidental, estando também presentes em contos familiares chineses. No tratado Clássico da Piedade Final é relatada a história de Min Ziqian, que perdeu a mãe em idade jovem. Durante o Inverno, a sua garantia que os seus dois filhos biológicos estivessem sempre bem agasalhados do frio, mas negligenciava o enteado. Quando o marido o descobriu, decidiu divorciar-se dela. No entanto, Min intercedeu, alegando que a madrasta o negligenciava apenas a ele, mas com o casamento dissolvido, todas as três crianças acabariam neglicenciadas. O pai cedeu e a madrasta, daí por diante, passou a cuidar dos três filhos. Por esta razão, Min foi considerado um modelo de piedade filial.
Um tema recorrente nalguns contos é, após o nascimento do primeiro filho da enteada, a tentativa por parte da madrasta de assassinar a enteada e substituí-la pela sua própria filha. Alguns exemplos são A Bétula Maravilhosa (russo/finlandês), Irmãozinho e Irmãzinha e Os Três Homenzinhos da Floresta (alemães). 
Apenas arruinando o plano da madrasta (e geralmente executando-a) é que a história pode atingir o final feliz.
Em várias histórias envolvendo "madrastas más", a hostilidade entre madrasta-enteado/a é contrastada pela ajuda da mãe morta que permite à criança atingir o sucesso. Esta temática está presente desde a mitologia nórdica - Svipdagr invoca a sua mãe Gróa da sepultura para esta o aconselhar na realização de uma tarefa imposta pela madrasta - até contos de fadas como Cinderela dos Irmãos Grimm - Aschenputtel (Cinderela) recebe as suas vestimentas de uma árvore que cresce no túmulo da sua mãe -, o conto russo Vasilissa, a Bela - Vasilissa é auxiliada por uma boneca oferecida pela sua mãe - e o conto do folclore indonésio Cebola Roxa e Alho - a mãe da heroína reencarna como um peixe para a proteger.
Nas primeiras edições de Branca de Neve e Hansel e Gretel, os Irmãos Grimm escolheram a mãe biológica como vilã, sendo este papel alterado para uma madrasta em edições posteriores. Alguns autores estipulam que esta mudança pode ter ocorrida visando mitigar a violência da história, com base na crença de que "as mães são sagradas", não sendo credível para os leitores que uma mãe pudesse nutrir tamanha má vontade e animosidade para com os seus filhos. O conto de fadas islandês O Cavalo Gullfaxi e a Espada Gunnföder é uma exceção rara, contendo uma "madrasta boa" que auxilia o príncipe, como uma fada-madrinha.
Em certos contos, a madrasta pode não desempenhar o papel de vilã principal, mas estar profundamente relacionada a outros males que os personagens encontram. Por exemplo, em Hansel e Gretel, tanto a madrasta quanto a bruxa apresentam preocupações relativas a comida - a madrasta, temendo a fome que se alastra na região, convence o marido a abandonar os filhos; a bruxa possui uma casa construída com doces e deseja comer as crianças. No final do conto, após Hansel e Gretel matarem a bruxa e retornarem a casa, a madrasta faleceu misteriosamente.
A dualidade hostilidade da madrasta / ternura da mãe são interpretadas de diversas formas. Na vertente psicológica, Bruno Bettelheim descreve esta dicotomia como um fenómeno de divisão da mãe "verdadeira" em "mãe ideal" e "mãe falsa", contendo esta última as características que a criança não gosta na mãe real. Outra interpretação deste dualismo baseia-se em factos históricos - estão documentados vários casos em que, após o falecimento da mulher no parto e posterior casamento do marido, as novas madrastas competiam com os filhos do primeiro casamento por recursos - tal como sucede em A Árvore de Zimbro.
Contemporaneamente, na abordagem revisionista de contos de fadas, o papel da madrasta é frequentemente alterado ou mesmo invertido face à sua postura classicamente antagónica. Em Vermelho como Sangue de Tanith Lee, a rainha madrasta tenta desesperadamente proteger o seu reino da magia negra da sua enteada malvada. Mais subtilmente, em Crewel Lye: A Caustic Yarn, Piers Anthony relata a maldição lançada à princesa Threnody pela sua madrasta - se a jovem alguma vez entrasse no Castelo Roogna, ele cairia. No entanto, é explicado que a presença da princessa no castelo desviava as atenções do rei (o seu pai, que a idolatrava) dos seus deveres, conduzindo à destruição do reino - a madrasta apenas tornou literal o seu potencial destrutivo, forçando a princessa a confrontar as consequências das suas ações. 
Mais recentemente, o personagem da "madrasta má" pode também está presente, principalmente no género de ficção/romance para jovens adultos. Em Borboletas de Papel de Lisa Heathfield, a protagonista June esconde do pai os terríveis abusos que sofre às mãos da madrasta.
Não obstante os múltiplos exemplos de madrastas más ou cruéis, madrastas boas e amorosas também existem no mundo da ficção. Em Kevin e Kell, Kell ama a sua enteada Lindesfarne, que o seu marido Kevin adotou no seu casamento anterior e, simultaneamente, a jovem considera Kell a sua mãe, e preferindo-a substancialmente à sua mãe adotiva Angelique, ex-esposa de Kevin, que a negligenciou durante a infância. 
No filme da Disney Encantada, embora a vilã seja uma madrasta, a heroína Giselle explica a uma criança que o facto de uma mulher ser madrasta não muda a sua personalidade de repente; no caso da vilã, a sua maldade provém do seu egoísmo e sede de poder, e não do simples facto de ela ser uma madrasta. No final do filme, Giselle casa com o pai da criança, tornando-se ela mesma uma madrasta "boa".
No filme Nanny McPhee, um grupo de crianças teme o novo casamento do seu pai devido à crença, baseada em contos de fadas, de que as madrastas são uma "raça do mal". As suas suspeitas são confirmadas quando a nova madrasta se revela cruel. No entanto, quando o casamento é cancelado e o pai decide casar-se com a empregada doméstica, uma das crianças comenta que a personificação de "madrasta má" não se aplica a ela.
Contrastando com outras obras de autoria da Disney, ambas as séries Phineas e Ferb e Drake & Josh protagonizam uma família adotiva em que ambos os pais têm uma boa relação com seus três filhos.
Num episódio da série As Aventuras de Shirley Holmes, uma princesa herdeira ao trono do seu país temia que a sua madrasta estivesse a planear o seu assassinato, pois o seu próprio filho era o próximo na linha de sucessão. No entanto, no final do episódio é revelado que a madrasta realmente desejava que a sua enteada herdasse o trono e tentou inclusive desmantelar os planos de assassinos que não queriam o seu país governado por uma mulher.
Relações madrasta-enteado/a são também frequentemente examinadas em novelas. Um exemplo disso é a rivalidade de longa data entre Victoria Lord Banks e a sua madrasta Dorian Lord na novela americana One Life to Live.